# Ministerio de Finanzas (Azerbaiyán)
El Ministerio de las finanzas de la República de Azerbaiyán (en azerbaiyano Azərbaycan Respublikası Maliyyə Nazirliyi) es un órgano del poder ejecutivo de Azerbaiyán, que garantiza la realización de la política financiera única y gestión de activos financieros estatales. El ministro actual es Samir Sharifov.

## Historia
Por primera vez el Ministerio de Finanzas de Azerbaiyán fue creado en período de la República Dеmocrática de Azerbaiyán, que había declarado su independencia el 28 de mayo de 1918. El 21 de octubre de 1918 oficialmente fue establecido el Ministerio de Finanzas de la República Democrática de Azerbaiyán y su Estatuto. El primer ministro fue Nasib bek Usubbekov.
Después de la caída de la República Democrática de Azerbaiyán el 20 de abril de 1920, en el período de la RSS de Azerbaiyán siguió funcionar el Ministerio de Finanzas en concordancia de los Estatutos,m aprobados por el Consejo de los Ministros de la RSS de Azerbaiyán en 1956 y 1971. Las obligaciones principales del Ministerio fue el aprovechamiento de los recursos financieros al presupuesto estatal y su distribución para el sufragio de los gastos de las actividades del desarrollo del país y bienestar de la población.
Actualmente  los derechos y obligaciones del Ministerio de la República de Azerbaiyán se regula según el decreto presidencial del 9 de febrero de 2009 “Sobre aprobación del Reglamento del Ministerio de Finanzas de la República de Azerbaiyán”. El decreto también aprobó la estructura del Ministerio, Agencia del Tesoro Nacional, Agencia de gestión de deudas públicas, Servicio del control financiera estatal, Servicio de supervisión de seguros y Servicio de supervisión de piedras y metales preciosos.  Todos agencias y servicios junto con el Ministerio de Finanzas de la República Autónoma de Najichevan constituyen un sistema financiera única.
El funcionamiento del Ministerio se basa en la Constitución de la República de Azerbaiyán, leyes de la República de Azerbaiyán, actos y disposiciones del Presidente de la República de Azerbaiyán, actos y disposiciones del Consejo de los Ministros de la República de Azerbaiyán, acuerdos internacionales, un parte de los que es Azerbaiyán y el Estatuto vigente.

## Estructura del ministerio
- Oficina general del Ministerio
- Departamento del presupuesto
- Departamento de la política fiscal y de los ingresos
- Departamento de la financiación del aparato estatal
- Departamento de la financiación de la esfera social
- Departamento de las relaciones internacionales
- Departamento de la financiación de la esfera económica
- Departamento de la financiación los programas sociales
- Departamento de la financiación de los programas de infraestructura
- Departamento de la regulación de los mercados financieros y de seguro
- Departamento de la previsión macroeconómico y análisis económico
- Departamento de las tecnologías modernas
- Departamento del registro
- Agencia del Tesoro Nacional
- Agencia de gestión de deudas públicas
- Servicio del control financiera estatal
- Servicio de supervisión de seguros
- Servicio de supervisión de piedras y metales preciosos[2]

## Derechos y obligaciones
Entre los derechos del Ministerio de Finanzas se puede mencionar siguientes: recibir y redactar los materiales analíticas, necesarias para la preparación del proyecto del presupuesto; recibir los informes sobre las clasificaciones funcionales, económicos y administrativos; limitar y compensar los recursos utilizados en el presupuesto estatal en concordancia de la legislación; realizar el control financiero de las instituciones, organizaciones y empresas, que utilizan los recursos presupuestarios estatales; realizar la supervisión en las instituciones, organizaciones y empresas por la decisión de los órganos policiales y judiciales; realizar analista de las actividades financieras y comerciales de las instituciones, organizaciones y empresas, etc.
Las obligaciones del Ministerio de Finanzas incluyen ofrecer las medidas de la realización de la política financiera, presupuestario y fiscal, preparar el plan del presupuesto y su realización, estabilizar las finanzas estatales y desarrollar el mercado financiero, aprovechar capital extranjero a la economía de la República, mejorar el sistema de la elaboración y utilización del presupuesto, controlar eficaz de la gestión del presupuesto, etc.